# 大河内駅
大河内駅（おおかわちえき）は、山口県周南市大字大河内（旧・熊毛町）にある、西日本旅客鉄道（JR西日本）岩徳線の駅である。

## 歴史
- 1987年（昭和62年）
  - 3月27日：地元の請願により、国鉄岩徳線勝間駅 - 周防久保駅間に請願駅として新設開業[1][2]。旅客のみ取扱う駅員無配置駅[3]。
    - 当時の所在地表示は山口県熊毛郡熊毛町大字大河内であった[2]。

  - 4月1日：国鉄分割民営化により、JR西日本の駅となる[2]。

## 駅構造
徳山方面に向かって左側に単式ホーム1面1線を有する地上駅（停留所）。ホーム有効長は75m。徳山駅管理の無人駅で駅舎は無く、徳山寄り出入口から直接ホームに入る形になっている。入口付近の小屋に自動券売機が設置されている。東側にはロータリーが設置されている。　

## 利用状況
1日平均乗車人員は以下の通り。前述したように、近くに新興住宅団地の自由ヶ丘、幸ヶ丘、夢ヶ丘があり、利用者は朝夕に多い。
| 乗車人員推移 | 乗車人員推移 |
| 年度         | 1日平均人数  |
| ------------ | ------------ |
| 1999         | 138          |
| 2000         | 125          |
| 2001         | 110          |
| 2002         | 130          |
| 2003         | 120          |
| 2004         | 116          |
| 2005         | 105          |
| 2006         | 101          |
| 2007         | 103          |
| 2008         | 111          |
| 2009         | 115          |
| 2010         | 105          |
| 2011         | 106          |
| 2012         | 106          |
| 2013         | 118          |
| 2014         | 106          |
| 2015         | 115          |
| 2016         | 119          |
| 2017         | 111          |
| 2018         | 99           |
| 2019         | 111          |
| 2020         | 100          |
| 2021         | 107          |
| 2022         | 115          |

## 駅周辺
- 自由ヶ丘団地
- 幸ヶ丘団地
- 夢ヶ丘団地
- 山陽自動車道
- 国道2号

### バス路線
「大河内駅前」停留所にて、防長交通による以下の路線が発着する。
- 32-110：徳山駅前 / 兼清

## 隣の駅
西日本旅客鉄道（JR西日本）
■岩徳線
勝間駅 - 大河内駅 - 周防久保駅